# Antonio Pappano
Sir Antonio Pappano, detto Tony (Epping, 30 dicembre 1959), è un direttore d'orchestra britannico con cittadinanza italiana.

## Biografia
Figlio di genitori italiani originari di Castelfranco in Miscano (un piccolo borgo dell'Appennino campano) in provincia di Benevento, emigrati a Londra come inservienti di un ristorante, Antonio Pappano si appassiona alla musica sin da ragazzo grazie all'aiuto del padre, un appassionato di musica operistica italiana che suonava per diletto il pianoforte. Trasmessa al figlio la passione (in particolare per Puccini), Antonio rivela buone doti di esecutore già a 12 anni, quando è in grado di accompagnare al pianoforte alcuni giovani studenti inglesi di canto. Nel 1973 si trasferisce con la famiglia negli Stati Uniti, dove prosegue privatamente gli studi di pianoforte sotto la guida di Norma Verrilli, quelli di composizione con Arnold Franchetto e infine quelli di direzione d'orchestra con Gustav Meier. Pur avendo studiato musica sin dall'età di sei anni, Antonio Pappano si è formato al di fuori delle istituzioni musicali e non ha conseguito alcun diploma, neppure in pianoforte, a dispetto della perfetta padronanza che ne ha. Comincia ad essere conosciuto nell'ambiente degli accompagnatori al pianoforte per i cantanti ed ottiene un incarico per lavorare come assistente di alcuni direttori ospiti all'Opera di Chicago. Nel 1981 inizia a collaborare con la New York City Opera. Negli stessi anni lavora anche altrove; alla San Diego Opera si autoassume persino il compito di suggeritore per la lingua italiana di Joan Sutherland in Adriana Lecouvreur.
Molto religioso e sensibile al problema della divulgazione della cultura musicale, Pappano è stato il direttore più giovane delle orchestre della Royal Opera House di Londra, dove ha diretto sia la Royal Opera nel 1990 con La bohème con Jerry Hadley che la Royal Ballet. Come pianista e direttore ha attirato l'attenzione di Daniel Barenboim, di cui diviene assistente al Festival di Bayreuth dove dal 1999 al 2001 dirige Lohengrin (opera). 
Ha lavorato a Barcellona e a Francoforte ed è stato assistente di Michael Gielen. Nel 1990 diviene direttore musicale della Den Norske Opera, dopo aver debuttato come direttore in Norvegia nel 1987. 
Nel 1992 Pappano diventa direttore musicale del teatro La Monnaie/De Munt di Bruxelles, in Belgio; incarico che mantiene fino al 2002. 
Nel frattempo, nel 1999, viene nominato anche direttore musicale della Royal Opera House (Covent Garden) di cui diviene effettivo dal settembre del 2002 quando inizia con Ariadne auf Naxos con Thomas Allen. 
È stato anche direttore ospite dell'Orchestra filarmonica d'Israele e ha diretto la English National Opera (ENO), la Metropolitan Opera (1997) nell'Eugene Onegin con Vladimir Černov e Neil Shicoff, la San Francisco Opera, la Lyric Opera di Chicago nel 1990 con Carmen (opera) con Neil Shicoff e nel 1991 L'elisir d'amore con Cecilia Gasdia, Alessandro Corbelli e Claudio Desderi e la Berlin Staatsoper.
Al Teatro alla Scala nel 1994 dirige due concerti sinfonici.
Sempre al Covent Garden nel 2002 dirige Wozzeck, nel 2003 Falstaff (Verdi) con Bryn Terfel e Massimo Giordano (tenore), Madama Butterfly con Marco Berti e Lucio Gallo, Pagliacci (opera) con Plácido Domingo, Angela Gheorghiu e Dmitrij Chvorostovskij, Don Giovanni (opera) con Anna Netrebko, Robert Lloyd e Nuccia Focile ed Aida con Ildikó Komlósi e Carlo Colombara, nel 2004 Lady Macbeth del Distretto di Mcensk con John Tomlinson e Faust con Roberto Alagna e Simon Keenlyside, Peter Grimes, La Gioconda con Violeta Urmana e Marcello Giordani, Werther (opera) con Marcelo Álvarez, La forza del destino con Salvatore Licitra, Ambrogio Maestri e Ferruccio Furlanetto e Das Rheingold, nel 2005 Die Walküre, Un ballo in maschera con Thomas Hampson (cantante), Elisabetta Fiorillo e Karita Mattila, Otello (Verdi), La fanciulla del West con Andrea Gruber e José Cura e Sigfrido (opera), nel 2006 Le nozze di Figaro, Il crepuscolo degli dei, Tosca (opera) e Carmen con Jonas Kaufmann, Anna Caterina Antonacci ed Ildebrando D'Arcangelo, nel 2007 L'Heure espagnole, Gianni Schicchi e Fidelio con Eric Halfvarson, nel 2008 la prima assoluta di The Minotaur di Harrison Birtwistle, Don Carlo con Rolando Villazón e Sonia Ganassi e Les contes d'Hoffmann e nel 2009 la Messa da requiem (Mozart) con Piotr Beczała, il Requiem di Giuseppe Verdi con Barbara Frittoli, il War Requiem di Benjamin Britten, Lulu (opera) con Jennifer Larmore, La traviata con Renée Fleming e Joseph Calleja, Il barbiere di Siviglia (Rossini) con Juan Diego Flórez, Pietro Spagnoli e Joyce DiDonato e Tristan und Isolde arrivando a 444 recite fino al 2012.
Il 17 luglio 2009 ha diretto il concerto del "VERDI gala" in piazza del Plebiscito a Napoli con i cori e le orchestre dell'Accademia Nazionale di Santa Cecilia e del Teatro San Carlo di Napoli.
Dal 1º ottobre 2005 Pappano ricopre l'incarico di Direttore Musicale dell'Orchestra dell'Accademia Nazionale di Santa Cecilia di Roma, succedendo a Chung Myung-whun. Dirige inoltre regolarmente la London Symphony Orchestra, l'Orchestra di Cleveland, la Chicago Symphony Orchestra, la Berliner Philharmoniker e la Orchestra reale del Concertgebouw.
Nel 2006 dirige un concerto della Fleming con l'Orchestra dell'Accademia Nazionale di Santa Cecilia alla Scala.
Il 16 aprile 2007 Antonio Pappano è stato nominato Accademico Effettivo dell'Accademia Nazionale di Santa Cecilia.
Ancora alla Scala nel 2009 dirige un concerto della Filarmonica della Scala con Yuja Wang, nel 2011 la Sinfonia n. 4 (Schumann) ed Ein deutsches Requiem di Johannes Brahms con Coro e Orchestra dell'Accademia Nazionale di Santa Cecilia, nel 2014 Les Troyens con l'Antonacci, Gregory Kunde, Daniela Barcellona e Giacomo Prestia e tre concerti con la Filarmonica della Scala e nel 2015 un concerto con l'Orchestra dell'Accademia Nazionale di Santa Cecilia.
Gli è attribuito il Laurence Olivier Awards for Outstanding Achievement in Opera nel 2003 e nuovamente nel 2016.
Il 23 novembre 2010 riceve il Premio Vittorio De Sica per la musica dalle mani del presidente Giorgio Napolitano al Quirinale
Dal 2008 è commendatore dell'Ordine al merito della Repubblica italiana e dal 2012 è promosso cavaliere di gran croce.
Nei primi giorni del 2012 riceve la notizia della sua nomina a cavaliere (Knight Bachelor) da parte della regina Elisabetta II, con cerimonia il 15 maggio, notizia che lo stesso Pappano ha dato durante la trasmissione Che tempo che fa di domenica 4 marzo 2012.
Nel 2013 riceve l'International Opera Awards. 
Il 30 marzo 2021 viene annunciata la nomina di Pappano a direttore principale designato della London Symphony Orchestra a partire da settembre 2023, e a direttore principale a partire da settembre 2024. 

## Memorial Pasquale Pappano
A Castelfranco in Miscano, paese di origine di Antonio Pappano, va in scena a fine agosto il Tributo alla memoria Pasquale Pappano, appuntamento annuale che celebra la memoria del padre e primo maestro del celebre direttore d'orchestra: nel corso della serata Antonio Pappano guida l’Orchestra Filarmonica di Benevento.

## Incisioni discografiche
- Philippe Boesmans, Wintermärchen - Orchestre Symphonique De La Monnaie, 1999 Deutsche Grammophon
- Britten, War Requiem - Anna Netrebko/Antonio Pappano/Coro dell'Accademia Nazionale Di Santa Cecilia/Orchestra dell'Accademia Nazionale di Santa Cecilia, 2013 Warner
- Lalo: Symphonie Espagnole/Saint-Saens: Vln Cto/Ravel: Tzigane - Maxim Vengerov/Antonio Pappano/Philharmonia Orchestra, 2003 EMI
- Jules Massenet, Werther - Pappano/Villazón/Koch/Royal Opera House, Covent Garden, 2011 Deutsche Grammophon
- Jules Massenet, Manon - Angela Gheorghiu/Antonio Pappano/Choeurs De La Monnaie/Orchestre Symphonique De La Monnaie/Roberto Alagna, 2007 EMI
- Giacomo Puccini, Madama Butterfly - Antonio Pappano/Angela Gheorghiu/Jonas Kaufmann, 2009 Warner
- Puccini, La rondine - Gheorghiu/Alagna/Matteuzzi, EMI
- Puccini, La bohème - Antonio Pappano/Philharmonia Orchestra/Roberto Alagna, 2006 EMI
- Puccini, Il trittico - Antonio Pappano/London Symphony Orchestra/Roberto Alagna, 1999 EMI
- Puccini: Messa, Preludio sinfonico, Crisantemi - Antonio Pappano/London Symphony Chorus/London Symphony Orchestra/Roberto Alagna/Thomas Hampson, 2006 EMI Great Artists of the Century
- Puccini, Tosca - Antonio Pappano/Roberto Alagna/Angela Gheorghiu, 2001 Euripide/EMI
- Giuseppe Verdi: Don Carlos, Il trovatore, Requiem
- Richard Wagner: Der Ring des Nibelungen
- Wagner, Tristan und Isolde - Antonio Pappano/Ian Bostridge/Mihoko Fujimura/Nina Stemme/Olaf Bar/Orchestra of the Royal Opera House, Covent Garden/Plácido Domingo, 2005 EMI
- Wagner, Scenes - Plácido Domingo & Antonio Pappano, 2002 EMI
- Wagner, Love Duets - Plácido Domingo/Orchestra of the Royal Opera House, Covent Garden/Antonio Pappano/Violeta Urmana/Deborah Voigt, 2000 EMI
- Pëtr Il'ič Čajkovskij: Ouvertures e Fantasie, Sinfonie n. 4, 5, 6 - Antonio Pappano & Orchestra dell'Accademia Nazionale di Santa Cecilia, 2007 EMI
- Romance
- Ottorino Respighi: Trilogia romana
- Gioachino Rossini, Stabat Mater - Anna Netrebko/Joyce DiDonato, 2010 EMI
- Rossini, Guglielmo Tell - Antonio Pappano & Orchestra dell'Accademia Nazionale di Santa Cecilia, 2011 EMI
- Giovanni Battista Pergolesi, Stabat Mater/Nel chiuso centro/Questo è il piano/Li prodigi - Netrebko/Pizzolato/Pappano, 2010 Deutsche Grammophon
- Gustav Mahler: Sinfonia n° 6 - Antonio Pappano & Orchestra dell'Accademia Nazionale di Santa Cecilia, 2011 Warner/EMI
- Strauss, Four Last Songs & Final Scenes - Antonio Pappano/Nina Stemme/Orchestra of the Royal Opera House, Covent Garden, 2007 EMI
- R. Strauss: Amor - Opera scenes & Lieder - Natalie Dessay/Felicity Lott/Orchestra of the Royal Opera House, Covent Garden/Antonio Pappano/Sophie Koch/Angelika Kirchschlager, 2004 EMI/Virgin
- Kaufmann, Verismo arias - Pappano/Accademia di S. Cecilia, 2010 Decca
- While I Dream - Liszt Songs, Schumann Dichterliebe - Antonio Pappano & Barbara Bonney, 2002 Decca
- Bonney, Diamonds in the Snow - Antonio Pappano & Barbara Bonney, 2000 Decca
- Joyce & Tony - Live at Wigmore Hall - Joyce DiDonato/Antonio Pappano, 2015 Parlophone/Warner/Erato - Grammy Award for Best Classical Vocal Solo 2016
- Netrebko, Verismo - Pappano/Accademia di S. Cecilia, 2016 Deutsche Grammophon

## DVD & BLU-RAY
- Vincenzo Bellini: Norma (Royal Opera House, 2018) - Sonya Yoncheva
- Berg: Lulu (Royal Opera House, 2009) - Agneta Eichenholz/Jennifer Larmore/Antonio Pappano, Opus Arte/Naxos
- Berlioz: Les Troyens (Royal Opera House, 2012) - Anna Caterina Antonacci/Antonio Pappano, Opus Arte/Naxos
- Birtwistle: The Minotaur (Royal Opera House, 2008) - John Tomlinson/Antonio Pappano, Opus Arte/Naxos
- Bizet, Carmen - Pappano/Antonacci/Kaufmann/ROH, 2007 Decca
- Giordano, Andrea Chénier (Royal Opera House, 2015) -Jonas Kaufmann/Eva Maria Westbroek/Zeljko Lućič, regia David McVicar, Opus Arte/Naxos
- Mozart: Le Nozze di Figaro (Royal Opera House, 2006) - Antonio Pappano, Opus Arte/Naxos
- Puccini: Manon Lescaut (Royal Opera House, 2014) – Kristine Opolais, Jonas Kaufmann
- Puccini: Tosca - Angela Gheorghiu/Roberto Alagna/Ruggero Raimondi/Antonio Pappano, 2001 Arthaus Musik/Naxos
- Puccini: Il Trittico (Royal Opera House, 2011) - Lucio Gallo/Antonio Pappano, Opus Arte/Naxos
- Puccini: Tosca, (Royal Opera House, 2012) - Angela Gheorghiu, Jonas Kaufmann, Bryn Terfel. Warner Classic
- Szymanowski: Król Roger (Royal Opera House, 2015) - Saimir Pirgu/Antonio Pappano, Opus Arte/Naxos
- Turnage: Anna Nicole (Royal Opera House, 2011) - Eva-Maria Westbroek/Antonio Pappano, Opus Arte/Naxos
- Verdi: Macbeth (Royal Opera House, 2011) - Simon Keenlyside/Antonio Pappano, Opus Arte/Naxos
- Verdi: La Traviata (Royal Opera House, 2009) - Renée Fleming/Joseph Calleja/Thomas Hampson (cantante)/Antonio Pappano, regia Richard Eyre, Opus Arte/Naxos
- Wagner: Parsifal (Royal Opera House, 2014) - Simon O'Neill/Robert Lloyd/Antonio Pappano, Opus Arte/Naxos